# Onde Está Meu Coração
Onde Está Meu Coração è una miniserie televisiva brasiliana in 10 episodi prodotta da TV Globo, che l'ha trasmessa in streaming sulla piattaforma Globoplay nel 2021. Scritta da George Moura e Sergio Goldenberg con la collaborazione di Laura Rissin e Matheus Souza, è diretta da Noa Bressane, mentre la supervisione si deve a José Luiz Villamarim.
L'attrice protagonista Letícia Colin è stata candidata all'Emmy per questa interpretazione. 